# Adobe Photoshop Elements
Adobe Photoshop Elements é um programa de edição de imagens do tipo raster lançado em 2001, semelhante ao Adobe Photoshop com menos funções, dirigido ao mercado doméstico, ao contrário do Adobe Photoshop que é dirigido ao mercado profissional. Por ter menos funções e por ser um mercado diferente, o seu preço também é menor, sendo cerca de 1/7 a 1/5 da versão profissional. Por vezes, devido ao preço inferior e a acordos entre a Adobe e alguns fabricantes, este programa é incluído em digitalizadores (scanners) e máquinas fotográficas digitais.
A primeira versão do Adobe Photoshop Elements surgiu quando foi lançado o Adobe Photoshop 6.0. O Photoshop Elements dirige-se mais concretamente a entusiastas da fotografia digital, por isso não é adequado como o Photoshop para o mercado de pré-impressão. Por exemplo, o Photoshop Elements não exporta arquivos em CMYK, e suporta um sistema de gestão de cores simplificado.

## Versões
| Versão         | Data de lançamento para Windows | Data de lançamento para Mac OS | Versão correspondente do Photoshop |
| -------------- | ------------------------------- | ------------------------------ | ---------------------------------- |
| Photoshop 4 LE | 1996                            | 1996                           | ?                                  |
| Photoshop 5 LE | 1999                            | 1999                           | 5.5 (fevereiro de 1999)            |
| 1              | Abril de 2001                   | Abril de 2001                  | 6.0 (setembro de 2000)             |
| 2              | Agosto de 2002                  | Agosto de 2002                 | 7.0 (março de 2002)                |
| 3              | Outubro de 2004                 | 2004                           | CS (outubro de 2003)               |
| 4              | Outubro de 2005                 | 2006                           | CS2 (abril de 2005)                |
| 5              | Outubro de 2006                 | ?                              | —                                  |
| 6              | Outubro de 2007                 | 2008                           | CS3 (abril de 2007)                |
| 7              | Outubro de 2008                 | ?                              | CS4 (23 de setembro de 2008)       |
| 8              | Setembro de 2009                | Setembro de 2009               | —                                  |
| 9              | Setembro de 2010                | Setembro de 2010               | CS5 (30 de abril de 2010)          |
| 10             | Setembro de 2011                | Setembro de 2011               | —                                  |
| 11             | Setembro de 2012                | Setembro de 2012               | CS6 (7 de maio de 2012)            |
| 12             | Setembro de 2013                | Setembro de 2013               | —                                  |
| 13             | Setembro de 2014                | Setembro de 2014               | —                                  |
| 14             | Setembro de 2015                | Setembro de 2015               | —                                  |
| 15             | Outubro de 2016                 | Outubro de 2016                | —                                  |
| 2025           | outubro de 2024                 | outubro de 2024                |                                    |